# Ефект на Зееман
Ефектът на Зееман е физическо явление, намиращо приложение в спектроскопията.

## История
През 1896 г. Питер Зееман наблюдава разцепване на спектралните линии на поглъщане на атомите на натрия в магнитно поле.
Впоследствие този експериментален факт получава названието Ефект на Зееман. Той се дължи на това,
че в присъствието на магнитно поле атомът придобива допълнителна енергия {\displaystyle ~\Delta E=-{\vec {\mu }}{\vec {B}}} пропорционална на неговия магнитен момент {\displaystyle ~{\vec {\mu }}}. Придобитата енергия води до снемане на израждането на атомните състояния по магнитно квантово число {\displaystyle ~m_{j}} и разцепване на атомните спектрални линии.
За откриването на ефекта Зееман заедно с Хендрик Лоренц са удостоени с Нобелова награда за физика през 1902 година.

## Същност на ефекта

### Класическо представяне
Атомът може да се разглежда като класически хармоничен осцилатор и неговото уравнение на движение в присъствието на магнитно поле {\displaystyle ~{\vec {B}}}, насочено по оста {\displaystyle Z}, има вида:
{\displaystyle ~m_{e}{\frac {d{\vec {v}}}{dt}}=-m_{e}\omega _{0}^{2}{\vec {r}}-e{\vec {v}}\times {\vec {B}}}
където {\displaystyle ~{\vec {v}}} – скоростта на въртене на електрона около ядрото, {\displaystyle ~m_{e}} – масата на електрона, {\displaystyle ~\omega _{o}} – резонансна честота на електронния диполен преход. Последният член в уравнението се дължи на силата на Лоренц.
Да въведем величината Ларморова честота {\displaystyle \Omega _{L}={\frac {eB}{2m_{e}}}}
Решавайки уравнението на движение се установява, че резонансната честота на диполния момент в присъствието на магнитно поле се разцепва на три честоти {\displaystyle ~\omega \simeq \omega _{o}\pm \Omega _{L}}.
По този начин електронът, поставен в магнитно поле, вместо просто въртене около ядрото на атома, започва да извършва сложно движение около направлението на магнитното поле {\displaystyle ~Z}.
Електронният облак на атома прецесира около тази ос с Ларморова честота {\displaystyle ~\Omega _{L}}.
Този прост модел обяснява експериментално наблюдаваното изменение на поляризацията при флуоресценция на атомни пари в зависимост от посоката на наблюдение.
Ако се гледа по оста {\displaystyle ~Z}, то няма да има флуоресценция с честота {\displaystyle ~\omega _{o}}, тъй като при тази честота атомният дипол трепти успоредно на посоката на магнитното поле, а излъчва в посока, перпендикулярна на полето. При честота {\displaystyle ~\omega \simeq \omega _{o}\pm \Omega _{L}} се наблюдава дясно- и ляво-ориентирана поляризация, така наречените {\displaystyle ~\sigma ^{-},\sigma ^{+}} поляризации.
Ако се гледа по оста {\displaystyle ~X} или {\displaystyle ~Y}, то се наблюдава линейна поляризация при всичките три честоти {\displaystyle ~\omega _{o}} и {\displaystyle ~\omega \simeq \omega _{o}\pm \Omega _{L}}, които се наричат съответно {\displaystyle ~\pi }{\displaystyle ~\sigma }. Векторът на поляризация на светлината {\displaystyle ~\pi } е насочен по посока на магнитното поле, а {\displaystyle ~\sigma } – перпендикулярно на него.

### Квантово представяне
Пълният хамилтониан на атома в магнитно поле има вида:
{\displaystyle H=H_{0}+V_{M},\ }
където {\displaystyle H_{0}} е хамилтонианът на атома в отсъствие на пертурбация и {\displaystyle V_{M}} е пертурбацията, създадена от магнитното поле
{\displaystyle V_{M}=-{\vec {\mu }}\cdot {\vec {B}},}
където {\displaystyle {\vec {\mu }}} е магнитният момент на атома, който се състои от електронна и ядрена части, но последната е с няколко порядъка по-малка и затова може да се пренебрегне. Следователно
{\displaystyle {\vec {\mu }}=-\mu _{B}g{\vec {J}}/\hbar ,}
където {\displaystyle ~\mu _{B}} е магнетонът на Бор, {\displaystyle ~{\vec {J}}} е пълният ъглов момент на електрона, и {\displaystyle ~g} – фактор.
Операторът на магнитния момент на електрона е сума от орбиталния ъглов момент {\displaystyle ~{\vec {L}}} и спиновия ъглов момент {\displaystyle {\vec {S}}}, умножени по съответния жиромагнитен коефициент:
{\displaystyle ~{\vec {\mu }}=-\mu _{B}(g_{l}{\vec {L}}+g_{s}{\vec {S}})/\hbar ,}
където {\displaystyle ~g_{l}=1} или {\displaystyle ~g_{s}\approx 2.0023192} се нарича аномален жиромагнитен коефициент; отклонението от точно 2 се появява поради квантово-електродинамически ефекти. В случай на LS връзка за пресмятане на пълния магнитен момент трябва да се сумират всички електрони:
{\displaystyle g{\vec {J}}=\left\langle \sum _{i}(g_{l}{\vec {l_{i}}}+g_{s}{\vec {s_{i}}})\right\rangle =\left\langle (g_{l}{\vec {L}}+g_{s}{\vec {S}})\right\rangle ,}
където {\displaystyle ~{\vec {L}}} и {\displaystyle ~{\vec {S}}} са пълният орбитален и спинов моменти на атома, а усредняването е по атомните състояния с определена големина на пълния ъглов момент.

## Нормален ефект на Зееман
Ако членът {\displaystyle ~V_{M}} е малък (по-малък от константата на тънката структура т.е. {\displaystyle ~V_{M}\ll |E_{i}-E_{k}|}), той може да се разглежда като пертурбация и този случай се нарича нормален ефект на Зееман. Той се наблюдава:
- при преходи между синглетни терми ({\displaystyle ~S=0;J=L});
- при преходи между нива {\displaystyle ~L=0} и {\displaystyle ~J=S};
- при преходи между нива {\displaystyle ~J=1} и {\displaystyle ~J=0}, когато {\displaystyle ~J=0} не се разцепва, а {\displaystyle ~J=1} се разцепва на три поднива.

Разцепването е свързано с чисто орбиталния или чисто спиновия магнитен момент. То се наблюдава в синглети на He и в групата на алкалноземните елементи, а също така в спектрите на Zn, Cd, Hg.
{\displaystyle ~\pi } и {\displaystyle ~\sigma ^{\pm }} поляризация се наблюдава при изменение на проекцията на магнитния момент на {\displaystyle ~\Delta m_{j}=0} и {\displaystyle ~\Delta m_{j}=\pm 1}, съответно.

## Аномален ефект на Зееман
За всички несинглетни линии спектралните линии на атома се разцепват на значително повече от три компоненти, а големината на разцепването е кратна на нормалното разцепване {\displaystyle ~\nu _{n}}. В случаи на аномален ефекта зависи по сложен начин от квантовите числа {\displaystyle ~L,~S,~J}. Придобитата допълнителна енергия от електрона в магнитно поле {\displaystyle ~V_{M}} е пропорционална на {\displaystyle ~g} – фактора, който се нарича фактор на Ланде (жиромагнитен множител, g-фактор) и който се определя от формулата
{\displaystyle g=1+{\frac {J(J+1)-L(L+1)+S(S+1)}{2J(J+1)}}}
където L – е стойността на орбиталния момент на атома, S – стойността на спиновия момент на атома, J – пълният момент.
По този начин изроденото енергетично ниво се разцепва на {\displaystyle 2J+1} равноотстоящи зееманови поднива (където {\displaystyle J} – е максиманата стойност на модула на магнитното квантово число {\displaystyle m_{l}=j}.
Факторът на Ланде е въведен за първи път от Алфред Ланде. Експериментите на Ланде са продължение на експериментите на Зееман и затова спектрите, получени от Ланде в магнитно поле, водят до откриването на аномалния ефект на Зееман. Трябва да се отбележи, че експериментът на Зееман е проведен при {\displaystyle ~L=J,S=0}, т.е. {\displaystyle ~g=1}, и затова не възниква необходимост от множители.

## Силно магнитно поле – ефект на Пашен – Бак
При ефекта на Пашен – Бак ({\displaystyle ~V_{M}\gg |E_{i}-E_{k}|}, но все още е по-малко от магнитното поле {\displaystyle ~H_{0}}). В свръхсилни магнитни полета {\displaystyle ~V_{M}} превишава полето {\displaystyle ~H_{0}}. В този случай атомът престава да съществува в обичайния смисъл.

## Приложение
В астрофизиката ефектът на Зееман намира приложение за откриване на силни магнитни полета в слънчевите петна. Първи открива това Джордж Хейл (George Ellery Hale), а в днешно време се използва за изготвяне на магнетограми на Слънцето.
Ефектът на Зееман се прилага и в много методи за лазерно охлаждане като например магнитно-оптичен капан.